# فورد زد اكس 2
فورد زد اكس 2  (بالإنجليزية: Ford ZX2)‏ هي سيارة أنتجت في 1997 وتوقف إنتاجها في 2003.